# یواس‌اس دمتر (ای‌آربی-۱۰)
یواس‌اس دمتر (ای‌آربی-۱۰) (به انگلیسی: USS Demeter (ARB-10)) یک کشتی بود که طول آن ۳۲۸ فوت (۱۰۰ متر) بود. این کشتی در سال ۱۹۴۵ ساخته شد.